# 4112 Hrabal
A 4112 Hrabal (ideiglenes jelöléssel 1981 ST) a Naprendszer kisbolygóövében található aszteroida. M. Mahrová fedezte fel 1981. szeptember 25-én.